# 福島大学附属特別支援学校
福島大学附属特別支援学校（ふくしまだいがくふぞくとくべつしえんがっこう）は、福島県福島市にある国立の特別支援学校。

## 設置課程
- 小学部
- 中学部
- 高等部

## 所在地
- 福島県福島市八木田字並柳71番地

## 沿革
- 1967年4月1日 - 附属小学校に特殊学級1学級を設置
- 1968年4月1日 - 附属小学校の特殊学級を2学級に増設
- 1969年4月1日 - 附属中学校に特殊学級1学級を設置
- 1970年4月1日 - 附属中学校の特殊学級を2学級に増設
- 1970年5月13日 - 現在地に移転
- 1971年4月1日 - 中学部を3学級に増設
- 1977年4月1日 - 福島大学教育学部附属養護学校設置
- 1978年4月1日 - 高等部1学級を新設
- 1979年4月1日 - 高等部を2学級に増設
- 2004年4月1日 - 国立大学法人福島大学教育学部附属養護学校に改称
- 2005年4月1日 - 国立大学法人福島大学附属養護学校に改称
- 2007年4月1日 - 国立大学法人福島大学附属特別支援学校に改称